# 2014年の競輪
2013年の競輪-2014年の競輪-2015年の競輪
2014年の競輪（2014ねんのけいりん）は、2014年（平成26年）に起こった競輪に関する出来事と、GP、GI、GII、GIIIを中心としたレースの優勝者及び、獲得賞金ランキング30位までの選手を記したものである。

## できごと

### 1月
- 20日
  - 前年12月に突然、日本競輪選手会に退会届を提出し、SS11を母体とする新選手会へ転じる構えを見せていた長塚智広、武田豊樹、村上義弘ら競輪選手ら23選手全員が退会届を撤回し、同会へ謝罪することになった。前年12月にくだんの23選手の除名をほのめかしていた日本競輪選手会は、除名は同会総会に付議しないこととするものの、出場自粛などの措置を講じる構え。なお処分等については当年2月下旬の綱紀審議委員会で協議され、3月上旬の理事会で決まる[1][2][3]。
- 23日
  - 玉野競輪のチャリロトで1口的中があり、4億9365万円の払戻金が記録された[4]。
- 26日
  - ガールズケイリンと同様の「インターナショナルルール」としては、男子では初めて車券発売の対象レースとなった『KEIRIN　EVOLUTION』（ケイリン エボリューション）がいわき平競輪場で行われ、井上昌己が勝った[5]。
- 28日
  - 2013年の表彰選手が決まり、男子は金子貴志、女子は石井寛子がそれぞれ最優秀選手賞を受賞[6]。
- 31日
  - 奈良競輪の4重勝2車複式、Dokanto!4two（ドカント・フォートゥー）で1口的中があり、1億6290万4940円の払戻金が記録された[7]。

### 2月
- 8日
  - 雪の影響により、第29回読売新聞社杯全日本選抜競輪（高松）・初日[8]、伊東温泉・2日目（ガールズケイリン含む開催）が中止・順延。
- 11日
  - 当年度上半期（4〜9月）のガールズケイリン[9]、ミッドナイト競輪、モーニングレースの日程決まる[10]。また、当年8月に松戸で開催されるサマーナイトフェスティバルにおいて、ガールズケイリンの企画レースも実施される予定。
- 12日
  - 第29回読売新聞社杯全日本選抜競輪決勝戦が行われ、村上博幸が優勝[11]。
- 14日
  - 前年暮れに日本競輪選手会からの離脱を試みようとしたものの、当年1月にそれを撤回したSS11を母体とする新選手会へ転じる構えを見せていた23選手のうち、6選手が東京都内の同選手会本部で謝罪会見を行った[12]。
- 16日
  - 当月15日に開幕予定だったものの、前橋競輪場が所在する前橋市の積雪が70センチを超える大雪[13]となった影響を受け、2日間連続で中止となった同場で開催予定だったガールズケイリンを含むFII戦の開催打ち切りを決定[14]。
- 20日
  - 本年からJKAで新設された「G1連続25回出場選手」で、鈴木誠（日本選手権競輪）と、山田裕仁（競輪祭）が表彰された[15]。
- 24日
  - 当年度の男子外国人選手短期登録免許取得者が発表された。シェーン・パーキンス（オーストラリア）、サイモン・バンベルトーヘン（ニュージーランド）、フランソワ・ペルビス（フランス）、アンドレイ・ビノクロフ（ウクライナ）、シュテファン・ボディシャー（ドイツ）、デニス・ドミトリエフ（ロシア）の6名[16]。
- 25日
  - 日本競輪選手会は同会本部で綱紀審議委員会を開き、くだんのSS11への転籍騒動を引き起こした23選手への事情聴取の結果をもとに議論されたが、坂巻正巳専務理事は「すべては（当年）３月１２日の理事会において決定されることなので、本日は何も申し上げられません」と処分内容を明かさなかった[17]。
  - 大井競馬を主催する特別区競馬組合は、京王閣競輪場のバックスタンド特別観覧席3階について、オフト京王閣と称する会員制の外勝馬投票券発売所とすることを発表[18][19]。
- 26日
  - 前橋競輪を開催するグリーンドーム前橋を管理する前橋市は、公募していた同場のネーミングライツについて、高崎市に本社があるヤマダ電機を優先交渉者に選んだと発表した。当年3月中に契約を交わす見通し[20]。
  - 当日付の日本経済新聞の電子版記事によると、松山競輪について、今月松山市に提出された包括外部監査報告書において、今後５年で収益積立金や修繕費などに充てる基金が底をつき、運営に支障が出る可能性があるという内容が明らかになった[21]。
- 27日
  - ガールズケイリンに出場する外国人選手短期登録免許取得者の2人が発表された。いずれも初参加で、一人はロンドンオリンピック・チームスプリントで金メダルを獲得したミリアム・ベルテ（ドイツ）、もう一人はエレナ・カサスロイヘ（スペイン）。当年4月13日開幕のいわき平を皮切りに3場所出走する予定[22]。
- 28日
  - 岐阜市福祉部に勤務する46歳の男性主査が当時、競輪事業課で支払い業務を担当した時代に、岐阜競輪場周辺の住民らに支払っている年間約103万円の協力金のうち、３つの農業団体に支払う13万円を支払わずに放置し、自宅に置いていたことが分かった[23]。

### 3月
- 1日
  - スポーツ紙各紙は、女子競輪選手の三輪梓乃が、同じく競輪選手である田口守（秋田県登録・日本競輪学校第94期生）と、当年4月に結婚することが分かったと報じた。未婚でガールズケイリンデビューを果たした女子選手が結婚するのはこれが初めてのケース[24]。
- 10日
  - 当年8月8日、9日の両日行われるサマーナイトフェスティバル（松戸）について、最終日の決勝戦を除く第1、第2の各レース（初日は第3レースも）については、ガールズケイリンフェスティバルと称する競走を実施することになり、これにより、女子のレースを3つ組むことになったため、12レース制となることが決まった[25]。
- 12日
  - 日本競輪選手会は、SS11への移籍を企図した選手への処分を、出場自粛勧告という形で発表した。いずれの選手も、対象期間開始日は当年5月1日[26]。
    - 長塚智広、武田豊樹、村上義弘 - 1年間
    - 新田祐大、平原康多 - 8ヶ月
    - 佐藤友和、伏見俊昭、佐藤慎太郎、成田和也、山崎芳仁、渡邉一成、小野大介、古川功二、鈴木謙太郎、牛山貴広、稲村成浩、稲村好将、岡田征陽、豊岡哲生、川村晃司、稲垣裕之、村上博幸、藤木裕 - 6ヶ月

  - 当件の勧告に従った場合、当年の全日本選抜競輪で優勝し、本来ならば当年開催のKEIRINグランプリ（以下、グランプリ）への優先出場権を得ている村上博幸が、仮に前年のグランプリの選抜方式が当年も踏襲されると仮定した場合、グランプリに出走するために必要な、当年1月1日〜11月30日までの間に40出走以上することが事実上不可能なため、当年のグランプリへの出場ができなくなる可能性が高い[27][28]。
- 16日
  - 一宮競輪の開催が当日を最後に終了。この日を最後に廃止となった。以後、当年度は一宮市が施行権を持ったまま専用場外発売を行うことになった。その後は運営を民間業者に託すサテライトとする予定[29]。
- 17日
  - KEIRINグランプリを史上最多の3回優勝するなどの実績を挙げた山田裕仁が、第67回日本選手権競輪（名古屋競輪場）を最後に引退することが明らかになった[30]。
- 21日
  - 山田裕仁が、引退レースとなった第67回日本選手権競輪4日目・第1レースを最後に現役を引退。レース後、記者会見を行い、競走生活はこの日を最後に終えるが、選手登録はこのまま続けることを表明した[31]。
- 22日
  - 第67回日本選手権競輪5日目の第9レースに組まれたガールズケイリンコレクションが行われ、石井寛子が同レース2度目の優勝を果たした[32]。
  - 第67回日本選手権競輪の決勝戦に進出することが決まった村上義弘が、同大会決勝戦の共同記者会見において、「（２３日の決勝戦は）おそらく最後の日本選手権になると思うので、全力を出し切りたい」と言明[33]。
- 25日
  - 4月より、新たな競輪イメージキャラクターを中村アンが務めると発表された[34]。その後2015年3月まで、ほとんどのGI[35]・GIIの表彰式プレゼンターも務めた[36][37][38][39][40][41][42][43][44][45]。

### 6月
- 23日
  - 日本競輪選手会は、新組織「エス・エス・イレブン」への移籍騒動を引き起こし、6か月から1年間の出場自粛勧告を受けていた競輪選手18名について、勧告期間を一律7月31日までに大幅短縮すると発表。主力選手不在で売上減を危惧した選手会側とファンの強い反発が期間短縮の背景にあるものと見られる[46]。

### 7月
- 23日
  - フランソワ・ペルビス（フランス）が、岸和田競輪場にてバンクレコードを更新。上がりタイム10秒3は400mバンクでの日本新記録ともなった[47]。

### 9月
- 26日
  - 大竹慎吾（大分55期）が3場所連続オール1着の9連勝を果たし、A級からS級へ特別昇級。49歳3か月での特昇は、平成14年以降で史上最高齢記録[48][49]。

## GP
| レース名             | 場名   | 日程         | 優勝者   |
| -------------------- | ------ | ------------ | -------- |
| KEIRINグランプリ2014 | 岸和田 | 12月30日(火) | 武田豊樹 |

## GI
| レース名                                     | 場名   | 日程                         | 優勝者   |
| -------------------------------------------- | ------ | ---------------------------- | -------- |
| 第29回読売新聞社杯全日本選抜競輪             | 高松   | 2月9日(日） 〜 2月12日(水)   | 村上博幸 |
| 第67回日本選手権競輪                         | 名古屋 | 3月18日(火) 〜 3月23日(日)   | 村上義弘 |
| 第65回高松宮記念杯競輪                       | 宇都宮 | 6月12日(木) 〜 6月15日(日)   | 稲川翔   |
| 第23回寬仁親王牌・世界選手権記念トーナメント | 弥彦   | 7月18日(金) 〜 7月21日(月)   | 深谷知広 |
| 第57回オールスター競輪                       | 前橋   | 9月11日(木) 〜 9月15日(月)   | 武田豊樹 |
| 第56回朝日新聞社杯競輪祭                     | 小倉   | 11月21日(金) 〜 11月24日(月) | 平原康多 |

## GII
| レース名                         | 場名     | 日程                       | 優勝者   |
| -------------------------------- | -------- | -------------------------- | -------- |
| 第30回共同通信社杯               | 伊東温泉 | 4月26日(土) 〜 4月29日(火) | 新田祐大 |
| 第10回サマーナイトフェスティバル | 松戸     | 8月8日(金) 〜 8月9日(土)   | 深谷知広 |
| ヤンググランプリ2014             | 岸和田   | 12月29日（月）             | 近藤龍徳 |

## GIII
| 場名       | サブタイトル                 | 日程                         | 優勝者     |
| ---------- | ---------------------------- | ---------------------------- | ---------- |
| 立川       | 鳳凰賞典レース               | 1月4日(土) ～ 1月7日(火)     | 平原康多   |
| 和歌山     | 開設記念 和歌山グランプリ    | 1月11日(土) ～ 1月14日(火)   | 林雄一     |
| 大宮       | 東日本発祥倉茂記念杯         | 1月18日(土) ～ 1月21日(火)   | 神山拓弥   |
| いわき平   | 開設63周年記念競輪           | 1月24日(金) ～ 1月27日(月)   | 山崎芳仁   |
| 奈良       | 春日賞争覇戦                 | 1月31日(金) ～ 2月3日(月)    | 平原康多   |
| 四日市     | 泗水杯争奪戦                 | 2月15日(土) ～ 2月18日(火)   | 浅井康太   |
| 静岡       | たちあおい賞争奪戦           | 2月22日(土) ～ 2月25日(火)   | 武田豊樹   |
| 玉野       | 瀬戸の王子杯                 | 2月28日(金) ～ 3月3日(月)    | 岩津裕介   |
| 松山       | 金亀杯争覇戦                 | 3月6日(木) ～ 3月9日(日)     | 新田祐大   |
| 西武園     | ゴールド・ウイング賞         | 4月5日(土) ～ 4月8日(火)     | 山崎芳仁   |
| 高知       | よさこい賞争覇戦             | 4月12日(土) ～ 4月15日(火)   | 渡邉一成   |
| 武雄       | 大楠賞争奪戦                 | 4月17日(木) ～ 4月20日(日)   | 荒井崇博   |
| 平塚       | 湘南ダービー                 | 5月3日(土) ～ 5月6日(火)     | 深谷知広   |
| 松阪       | 蒲生氏郷杯王座競輪           | 5月8日(木) ～ 5月11日(日)    | 金子貴志   |
| 別府       | 別府八湯ゆけむりカップ       | 5月24日(土) ～ 5月27日(火)   | 後閑信一   |
| 川崎       | 桜花賞・海老澤清杯           | 5月29日(木) ～ 6月1日(日)    | 岩津裕介   |
| 川崎       | 花月園メモリアルin川崎       | 6月5日(木) ～ 6月8日(日)     | 松坂英司   |
| 久留米     | 第21回中野カップレース       | 6月21日(土) ～ 6月24日(火)   | 坂本亮馬   |
| 取手       | 水戸黄門賞                   | 6月26日(木) ～ 6月29日(日)   | 伊藤保文   |
| 小松島     | 阿波おどり杯争覇戦           | 7月3日(木) ～ 7月6日(日)     | 志智俊夫   |
| 福井       | 不死鳥杯                     | 7月10日(木) ～ 7月13日(日)   | 脇本雄太   |
| 函館       | 五稜郭杯争奪戦               | 7月26日(土) ～ 7月29日(火)   | 明田春喜   |
| 京都向日町 | 平安賞                       | 7月31日(木) ～ 8月3日(日)    | 村上義弘   |
| 小田原     | 北条早雲杯争奪戦             | 8月14日(木) ～ 8月17日(日)   | 桐山敬太郎 |
| 豊橋       | 開場65周年記念ちぎり賞争奪戦 | 8月21日(木) ～ 8月24日(日)   | 深谷知広   |
| 富山       | 瑞峰立山賞争奪戦             | 8月28日(木) ～ 8月31日(日)   | 金子貴志   |
| 岐阜       | 長良川鵜飼カップ             | 9月20日(土) ～ 9月23日(火)   | 山崎芳仁   |
| 青森       | みちのく記念競輪             | 9月27日(土) ～ 9月30日(火)   | 新田祐大   |
| 大垣       | 水都大垣杯                   | 10月02日(木) ～ 10月5日(日)  | 石井秀治   |
| 熊本       | 火の国杯争奪戦               | 10月11日(土) ～ 10月14日(火) | 飯嶋則之   |
| 千葉       | 第7回滝澤正光杯              | 10月18日(土) ～ 10月21日(火) | 成清貴之   |
| 防府       | 周防国府杯争奪戦             | 10月25日(土) ～ 10月28日(火) | 岩津裕介   |
| 松山       | 金亀杯争覇戦                 | 10月31日(金) ～ 11月3日(月)  | 井上昌己   |
| 高松       | 玉藻杯争覇戦                 | 11月13日(木) ～ 11月16日(日) | 神山雄一郎 |
| 岸和田     | 岸和田キング争覇戦           | 11月29日(土) ～ 12月2日(火)  | 村上義弘   |
| 松戸       | 燦燦ダイヤモンドカップ争奪戦 | 12月6日(土) ～ 12月9日(火)   | 稲垣裕之   |
| 広島       | ひろしまピースカップ         | 12月13日(土) ～ 12月16日(火) | 神山雄一郎 |
| 佐世保     | 九十九島賞争奪戦             | 12月20日(土) ～ 12月23日(火) | 井上昌己   |

## FI
| 場名   | タイトル           | 日程                           | 優勝者   |
| ------ | ------------------ | ------------------------------ | -------- |
| 岸和田 | 寺内大吉記念杯競輪 | 12月28日(日) ～ 12月30日（火） | 稲垣裕之 |

## FII
KEIRIN EVOLUTION
| 開催場   | 月日           | 優勝者   |
| -------- | -------------- | -------- |
| いわき平 | 1月26日（日）  | 井上昌己 |
| 前橋     | 9月12日（金）  | 郡司浩平 |
| 防府     | 10月28日（火） | 河端朋之 |
| 松戸     | 12月9日（火）  | 池田憲昭 |

その他
| 場名       | タイトル                     | 日程                         | 優勝者   |
| ---------- | ---------------------------- | ---------------------------- | -------- |
| いわき平   | 第4回チャリーズ杯            | 1月25日(土)                  | 武田豊樹 |
| 松山       | ルーキーチャンピオンレース   | 3月8日（土）                 | 野原雅也 |
| 取手       | スーパープロピストレーサー賞 | 5月17日（土）〜5月18日（日） | 浅井康太 |
| 京都向日町 | ワールドステージin京都向日町 | 8月3日（日）                 | 稲毛健太 |

## GPメンバー・4日制以上のGI決勝進出者（31名）
- a北日本、b関東、c南関東 / D中部、E近畿、F中国、G四国、H九州
- 棄 ＝ 途中棄権、失 ＝ 失格、B ＝ 最終バックストレッチの先頭通過者
- 賞金 ＝ 取得賞金額順位でのGP出場
- * ＝ 本年度のS級S班（残り2名は長塚智広と後閑信一）

| 県  | 期 |            | 400 全日 選 | 400 ダー ビー | 500 高松 宮杯 | 335 オー ル | 400 親王 牌 | 400 競輪 祭 | 400 G P   |
|     |    |            | 差          | 捲            | 差            | 捲          | 捲          | 差          | 捲        |
| --- | -- | ---------- | ----------- | ------------- | ------------- | ----------- | ----------- | ----------- | --------- |
| E京 |    | 村上博幸   | 1           | 4             | 丶            | 丶          | 丶          | 丶          | 2 ★       |
| E兵 |    | 松岡健介   | 2           | 丶            | 丶            | 丶          | 丶          | 丶          | 丶        |
| a城 |    | 齋藤登志信 | 3           | 丶            | 丶            | 丶          | 丶          | 丶          | 丶        |
| c千 |    | 山賀雅仁   | 4           | 丶            | 丶            | 丶          | 丶          | 丶          | 丶        |
| E井 |    | 脇本雄太   | 5 B         | 丶            | 4 B           | 丶          | 丶          | 丶          | 丶        |
| b栃 |    | 神山雄一郎 | 6           | 丶            | 丶            | 2           | 丶          | 3           | 6 （賞6） |
| D三 |    | 浅井康太*  | 7           | 丶            | 6             | 5           | 2           | 4           | 5 （賞4） |
| b埼 |    | 平原康多*  | 8           | 8             | 丶            | 6           | 丶          | 1           | 7 ★       |
| a島 |    | 新田祐大*  | 失          | 丶            | 丶            | 4           | 丶          | 丶          | 丶        |
| E京 |    | 村上義弘*  | 丶          | 1 B           | 丶            | 丶          | 丶          | 丶          | 3 ★       |
| b茨 |    | 武田豊樹   | 丶          | 2             | 丶            | 1           | 丶          | 2 B         | 1 B ★     |
| D愛 |    | 深谷知広*  | 丶          | 3             | 丶            | 丶          | 1 B         | 丶          | 8 ★       |
| E大 |    | 稲川翔     | 丶          | 5             | 1             | 丶          | 4           | 丶          | 4 ★       |
| a島 |    | 成田和也*  | 丶          | 6             | 丶            | 丶          | 丶          | 丶          | 丶        |
| c神 |    | 内藤秀久   | 丶          | 7             | 丶            | 丶          | 丶          | 丶          | 丶        |
| E京 |    | 稲垣裕之   | 丶          | 9             | 丶            | 丶          | 丶          | 6           | 丶        |
| H分 |    | 大塚健一郎 | 丶          | 丶            | 2             | 丶          | 5           | 丶          | 丶        |
| F岡 |    | 岩津裕介   | 丶          | 丶            | 3             | 3           | 丶          | 丶          | 9 （賞8） |
| E和 |    | 東口善朋   | 丶          | 丶            | 5             | 丶          | 丶          | 丶          | 丶        |
| D岐 |    | 吉村和之   | 丶          | 丶            | 7             | 丶          | 丶          | 丶          | 丶        |
| F岡 |    | 柏野智典   | 丶          | 丶            | 8             | 丶          | 丶          | 丶          | 丶        |
| a北 |    | 菊地圭尚   | 丶          | 丶            | 9             | 丶          | 8           | 丶          | 丶        |
| D愛 |    | 金子貴志*  | 丶          | 丶            | 丶            | 7           | 丶          | 7           | 丶        |
| b群 |    | 天田裕輝   | 丶          | 丶            | 丶            | 8           | 丶          | 丶          | 丶        |
| H長 |    | 井上昌己   | 丶          | 丶            | 丶            | 9 B         | 3           | 丶          | 丶        |
| H熊 |    | 中川誠一郎 | 丶          | 丶            | 丶            | 丶          | 6           | 丶          | 丶        |
| H福 |    | 野田源一   | 丶          | 丶            | 丶            | 丶          | 7           | 丶          | 丶        |
| b埼 |    | 池田勇人   | 丶          | 丶            | 丶            | 丶          | 9           | 丶          | 丶        |
| b群 |    | 木暮安由   | 丶          | 丶            | 丶            | 丶          | 丶          | 5           | 丶        |
| a岩 |    | 佐藤友和   | 丶          | 丶            | 丶            | 丶          | 丶          | 8           | 丶        |
| a島 |    | 山崎芳仁   | 丶          | 丶            | 丶            | 丶          | 丶          | 9           | 丶        |

## 女子

### ガールズケイリン特別レース
| レース名                                       | 場名   | 日程                    | 優勝者     |
| ---------------------------------------------- | ------ | ----------------------- | ---------- |
| ガールズケイリンコレクション2014名古屋ステージ | 名古屋 | 3月22日（土）           | 石井寛子   |
| ガールズケイリンコレクション2014取手ステージ   | 取手   | 6月29日（日）           | 中村由香里 |
| ガールズケイリンフェスティバル2014             | 松戸   | 8月8日（金）～9日（土） | 小林優香   |
| ガールズケイリンコレクション2014前橋ステージ   | 前橋   | 9月14日（日）           | 小林優香   |
| ガールズグランプリ2014                         | 岸和田 | 12月28日（日）          | 梶田舞     |

### ガールズケイリン
| 場名     | 日程                           | 優勝者                        |
| -------- | ------------------------------ | ----------------------------- |
| 静岡     | 1月1日（水） ～ 3日（金）      | 小林莉子                      |
| 岸和田   | 1月4日（土） ～ 6日（月）      | 中山麗敏                      |
| 小倉     | 1月7日（火） ～ 9日（木）      | 石井寛子                      |
| 西武園   | 1月11日（土）～ 13日（月・祝） | 中村由香里                    |
| 宇都宮   | 1月15日（水）～ 17日（金）     | 荒牧聖未                      |
| 平塚     | 1月17日（金）～ 19日（日）     | 加瀬加奈子                    |
| 玉野     | 1月23日（木）～25日（土）      | 中村由香里                    |
| 京王閣   | 1月24日（金）～26日（日）      | 山原さくら                    |
| 立川     | 1月31日（金）～2月2日（日）    | 中川諒子                      |
| 熊本     | 1月31日（金）～2月2日（日）    | 加瀬加奈子                    |
| 伊東温泉 | 2月7日（金）～10日（月）       | 篠崎新純                      |
| 小倉     | 2月7日（金）～9日（日）        | 加瀬加奈子                    |
| 前橋     | 2月15日（土）～17日（月）      | 雪のため開催中止              |
| 松山     | 2月15日（土）～17日（月）      | 加瀬加奈子                    |
| 取手     | 2月22日（土）～24日（月）      | 篠崎新純                      |
| 名古屋   | 2月22日（土）～24日（月）      | 小林莉子                      |
| 静岡     | 3月2日（日）～4日（火）        | 中川諒子                      |
| 奈良     | 3月8日（土）～10日（月）       | 加瀬加奈子                    |
| 小倉     | 3月8日（土）～10日（月）       | 石井貴子 (1988年生の競輪選手) |
| 取手     | 3月14日（金）～16日（日）      | 松尾智佳                      |
| 和歌山   | 3月15日（土）～17日（月）      | 小林莉子                      |
| 京王閣   | 3月21日（金・祝）～23日（日）  | 森美紀                        |
| 松戸     | 3月24日（月）～26日（水）      | 増茂るるこ                    |
| 平塚     | 3月29日（土）～31日（月）      | 中村由香里                    |
| 豊橋     | 4月2日（水）～4日（金）        | 奈良岡彩子                    |
| 松山     | 4月5日（土）～7日（月）        | 山原さくら                    |
| 函館     | 4月10日（木）～12日（土）      | 中村由香里                    |
| いわき平 | 4月13日（日）～15日（火）      | ミリアム・ベルテ              |
| 前橋     | 4月16日（水）～18日（金）      | 重光啓代                      |
| 広島     | 4月20日（日）～22日（火）      | 篠崎新純                      |
| 松戸     | 4月23日（水）～25日（金）      | 荒牧聖未                      |
| 京王閣   | 4月26日（土）～28日（月）      | ミリアム・ベルテ              |
| 青森     | 5月2日（金） ～ 4日（日）      | 加瀬加奈子                    |
| 向日町   | 5月3日（土） ～ 5日（月）      | 中村由香里                    |
| 奈良     | 5月9日（金） ～ 11日（日）     | 梶田舞                        |
| 西武園   | 5月14日（水） ～ 16日（金）    | 石井貴子 (1990年生の競輪選手) |
| 武雄     | 5月14日（水） ～ 16日（金）    | 矢野光世                      |
| 岸和田   | 5月16日（金） ～ 18日（日）    | 小林優香                      |
| 前橋     | 5月22日（木） ～ 24日（土）    | 石井寛子                      |
| 京王閣   | 5月23日（金） ～ 25日（日）    | 小林優香                      |
| 伊東温泉 | 5月23日（金） ～ 25日（日）    | 山原さくら                    |
| 名古屋   | 5月29日（木） ～ 31日（土）    | 奥井迪                        |
| 佐世保   | 5月29日（木） ～ 31日（土）    | 山原さくら                    |
| 弥彦     | 6月1日（日） ～ 3日（火）      | 梶田舞                        |

| 場名     | 日程                          | 優勝者           |
| -------- | ----------------------------- | ---------------- |
| 青森     | 6月5日（木） ～ 7日（土）     | 長澤彩           |
| 松山     | 6月6日（金） ～ 8日（日）     | 小林優香         |
| 富山     | 6月7日（土） ～ 9日（月）     | 石井貴子 (106期) |
| 函館     | 6月12日（木） ～ 14日（土）   | 石井寛子         |
| 四日市   | 6月14日（土） ～ 16日（月）   | 中村由香里       |
| 高松     | 6月19日（木） ～ 21日（土）   | 篠崎新純         |
| 立川     | 6月20日（金） ～ 22日（日）   | 奥井迪           |
| 松戸     | 6月20日（金） ～ 22日（日）   | 中村由香里       |
| 平塚     | 6月26日（木） ～ 28日（土）   | 田中まい         |
| 向日町   | 6月26日（木） ～ 28日（土）   | 石井貴子 (106期) |
| 和歌山   | 7月4日（金） ～ 6日（日）     | 中川諒子         |
| 小倉     | 7月5日（土） ～ 7日（月）     | 石井寛子         |
| 名古屋   | 7月7日（月） ～ 9日（水）     | 小林優香         |
| 立川     | 7月10日（木） ～ 12日（土）   | 矢野光世         |
| 静岡     | 7月12日（土） ～ 14日（月）   | 梶田舞           |
| 岐阜     | 7月14日（月） ～ 16日（水）   | 中村由香里       |
| 青森     | 7月18日（金） ～ 20日（日）   |                  |
| 川崎     | 7月18日（金） ～ 20日（日）   |                  |
| 大垣     | 7月24日（木） ～ 26日（土）   |                  |
| 平塚     | 7月25日（金） ～ 27日（日）   |                  |
| 高知     | 7月26日（土） ～ 28日（月）   |                  |
| 熊本     | 7月31日（木） ～ 8月2日（土） |                  |
| 川崎     | 8月1日（金） ～ 3日（日）     |                  |
| 玉野     | 8月7日（木） ～ 9日（土）     |                  |
| 静岡     | 8月8日（金） ～ 10日（日）    |                  |
| 京王閣   | 8月14日（木） ～ 16日（土）   |                  |
| 奈良     | 8月16日（土） ～ 18日（月）   |                  |
| 松阪     | 8月17日（日） ～ 19日（日）   |                  |
| 小倉     | 8月21日（木） ～ 23日（土）   |                  |
| 弥彦     | 8月24日（日） ～ 26日（火）   |                  |
| 高松     | 8月29日（金） ～ 31日（日）   |                  |
| 西武園   | 8月30日（土） ～ 9月1日（月） |                  |
| 平塚     | 9月2日（火） ～ 4日（木）     |                  |
| 函館     | 9月5日（金） ～ 7日（日）     |                  |
| 伊東温泉 | 9月5日（金） ～ 7日（日）     |                  |
| いわき平 | 9月10日（水） ～ 12日（金）   |                  |
| 四日市   | 9月12日（金） ～ 14日（日）   |                  |
| 取手     | 9月16日（火） ～ 18日（木）   |                  |
| 和歌山   | 9月19日（金） ～ 21日（日）   |                  |
| 玉野     | 9月19日（金） ～ 21日（日）   |                  |
| 佐世保   | 9月25日（木） ～ 27日（土）   |                  |
| 防府     | 9月27日（土） ～ 29日（月）   |                  |
| 川崎     | 9月28日（日） ～ 30日（火）   |                  |

## 獲得賞金ランキング
| 順位 | 選手名     | 期 | 登録地 | 獲得賞金      |
| ---- | ---------- | -- | ------ | ------------- |
| 1    | 武田豊樹   | 88 | 茨城   | 220,921,000円 |
| 2    | 村上義弘   | 73 | 京都   | 108,239,000円 |
| 3    | 深谷知広   | 96 | 愛知   | 97,234,000円  |
| 4    | 浅井康太   | 90 | 三重   | 85,224,100円  |
| 5    | 神山雄一郎 | 61 | 栃木   | 84,681,000円  |
| 6    | 平原康多   | 87 | 埼玉   | 82,030,600円  |
| 7    | 稲川翔     | 90 | 大阪   | 80,618,400円  |
| 8    | 村上博幸   | 86 | 京都   | 79,190,200円  |
| 9    | 岩津裕介   | 87 | 岡山   | 69,686,000円  |
| 10   | 新田祐大   | 90 | 福島   | 64,333,500円  |
| 11   | 金子貴志   | 75 | 愛知   | 59,512,500円  |
| 12   | 井上昌己   | 86 | 長崎   | 52,521,800円  |
| 13   | 大塚健一郎 | 82 | 大分   | 52,310,800円  |
| 14   | 稲垣裕之   | 86 | 京都   | 49,396,000円  |
| 15   | 脇本雄太   | 94 | 福井   | 42,792,000円  |
| 16   | 菊地圭尚   | 89 | 北海道 | 42,210,000円  |
| 17   | 松岡健介   | 87 | 兵庫   | 38,475,000円  |
| 18   | 林雄一     | 83 | 神奈川 | 37,570,000円  |
| 19   | 小倉竜二   | 77 | 徳島   | 37,356,600円  |
| 20   | 石井秀治   | 86 | 千葉   | 36,867,200円  |
| 21   | 池田勇人   | 90 | 埼玉   | 36,093,200円  |
| 22   | 木暮安由   | 92 | 群馬   | 35,405,800円  |
| 23   | 山崎芳仁   | 88 | 福島   | 33,981,000円  |
| 24   | 成清貴之   | 73 | 千葉   | 32,981,500円  |
| 25   | 小松崎大地 | 99 | 福島   | 32,859,000円  |
| 26   | 川村晃司   | 85 | 京都   | 32,557,000円  |
| 27   | 小埜正義   | 88 | 千葉   | 32,202,800円  |
| 28   | 飯嶋則之   | 81 | 栃木   | 32,156,800円  |
| 29   | 内藤宣彦   | 67 | 秋田   | 32,149,700円  |
| 30   | 東口善朋   | 85 | 和歌山 | 32,036,600円  |

## 平成26年 表彰選手
|                |                |            | （受賞回数）                       |
| -------------- | -------------- | ---------- | ---------------------------------- |
| 最優秀選手賞   | 最優秀選手賞   | 武田豊樹   | （2）                              |
| 優秀選手賞     | 優秀選手賞     | 神山雄一郎 | （5）                              |
| 優秀選手賞     | 優秀選手賞     | 村上義弘   | （6）                              |
| 優秀選手賞     | 優秀選手賞     | 深谷知広   | （3）                              |
| 優秀新人選手賞 | 優秀新人選手賞 | 三谷竜生   | 第101回生                          |
| 特別敢闘選手賞 | 特別敢闘選手賞 | 浅井康太   | （初）                             |
| ガールズ       | 最優秀選手賞   | 小林優香   | （初）                             |
| ガールズ       | 優秀選手賞     | 梶田舞     | （初）                             |
| 特別賞         | 特別賞         | 神山雄一郎 | （2）                              |
| 特別功労賞     | 特別功労賞     | 坂本毅     | 秋田市下浜海水浴場において人命救助 |
| 特別功労賞     | 特別功労賞     | 守澤太志   | 秋田市下浜海水浴場において人命救助 |
| 特別功労賞     | 特別功労賞     | 栗田雄矢   | 焼津市焼津漁港において人命救助     |
| 国際賞         | 国際賞         | 田中まい   | （初）                             |

## 死去
- 1月13日 - 藤田原野（フリーアナウンサー・いわき平競輪場等の実況、*1978年）35歳没
- 4月26日 - 田中和子（元女子競輪選手）80歳没
- 7月29日 - 富原忠夫（競輪選手・日本競輪選手会第11代理事長・日本自転車競技連盟会長）60歳没

## 参照
1. ↑  競輪新選手会設立は撤回…２３選手が謝罪 - サンケイスポーツ 1月20日付
2. ↑  村上ら23選手全員が日競選退会届を撤回 - 日刊スポーツ（2014年1月21日）
3. ↑  村上義らダービー自粛も…３月に処分決定 - 日刊スポーツ1月22日付
4. ↑  チャリロトで４億９千万円　玉野競輪で１口的中 - スポニチアネックス 1月23日付
5. ↑  井上「歴史的な一戦」逃げ切り勝ち　初の国際ルール適用 - スポニチアネックス1月26日付
6. ↑  平成２５年 表彰選手の決定について  (PDF)
7. ↑  奈良競輪１口的中、１億６千万円　「ドカント・フォートゥー」 - 東京新聞1月31日付
8. ↑  【お知らせ】読売新聞社杯全日本選抜競輪（GI）初日中止順延について - KEIRIN.JP 2月8日付
9. ↑  平成２６年度上期ガールズケイリン開催日程について - KEIRIN.JP 2月11日付
10. ↑  平成２６年度上期モーニング競輪及びミッドナイト競輪開催日程について - KEIRIN.JP 2月11日付
11. ↑  『第29回読売新聞社杯全日本選抜競輪(GI)レポート』　最終日編 - KEIRIN.JP 2月12日付
12. ↑  武田、村上義らが謝罪会見　選手会脱退騒動「混乱を招いた」 - スポニチアネックス2月14日付
13. ↑  関東甲信越でまた記録的大雪　甲府など観測史上最多  - 日本経済新聞2月15日付
14. ↑  前橋が雪のため中止　今開催は打ち切り - 日刊スポーツ 2月16日付
15. ↑  G1連続25回出場選手」人気の古豪、鈴木と山田が表彰 - スポニチ、2014年2月21日
16. ↑  2014年短期登録選手制度による出場予定選手リスト(男子) (PDF)  - JKA
17. ↑  SS脱会騒動～綱紀審議委員「厳しいと思うよ」 - サンケイスポーツ 2月25日付
18. ↑  競輪場に初めて競馬の場外発売所　オフト京王閣を開設 - スポニチアネックス 2月25日付
19. ↑  競輪場と競馬が日本初のコラボ！！～ オフト京王閣の開設について - TCK 3月5日付
20. ↑  ヤマダ電機が命名権　グリーンドーム前橋 - スポニチアネックス 2月26日付
21. ↑  松山競輪、市政の重荷に　外部監査「５年で基金払底」  - 日経新聞電子版 2月26日付
22. ↑  美女レーサー、ガールズケイリン出場 - 日刊スポーツ2014年2月27日16時35分
23. ↑  岐阜市職員の男性、競輪業務で不適切処理（岐阜県） - 2/28 19:09 中京テレビ（リンク切れ）
24. ↑  三輪梓乃がガールズケイリン初の職場結婚 - 日刊スポーツ2014年3月1日21時26分
25. ↑  ガールズが１Ｒから走る！サマーナイトＦ - 日刊スポーツ 2014年3月10日9時19分
26. ↑  【競輪】選手会脱会企図組に重い処分 - デイリースポーツ 3月12日付
27. ↑  全日本選抜覇者・村上博　グランプリ出場は微妙 - スポニチアネックス 2014年3月13日 05:30
28. ↑  脱退騒動主導の長塚、武田、村上義に出場自粛1年の厳罰 - スポニチアネックス（2014年3月13日）
29. ↑  一宮競輪場64年の歴史に終止符 - 日刊スポーツ 2014年3月16日18時5分
30. ↑  山田裕仁ダービーで引退　ＧＰ３勝の名手 - 日刊スポーツ 2014年3月17日11時18分
31. ↑  【競輪】ＳＫＥ山田澪花の父ラストラン - デイリースポーツ 3月21日付
32. ↑  【ガールズコレクション】石井寛　第１戦の名古屋ステージ制す - スポニチアネックス  2014年3月22日 16:20
33. ↑  【名古屋ダービー】村上義、衝撃告白「最後の日本選手権に」 - スポニチアネックス 2014年3月23日 05:30
34. ↑  2014年度は2種類のCMを同時展開！！ 競輪の新CMイメージキャラクターは中村アンさんに決定！ - KEIRIN.JP、2014年3月25日
35. ↑  寛仁親王牌は2日目「ローズカップ」。
36. ↑  【伊東ＧⅡ共同通信社杯】優勝した新田を中村アンが熱い抱擁で祝福 - 東スポ、2014年4月29日
37. ↑  【競輪】中村アンが高松宮記念杯を観戦 - デイリースポーツ、2014年6月15日
38. ↑  【弥彦ＧＩ寛仁親王牌】ローズカップ制した桐山　中村アンの祝福にド緊張 - 東スポ、2014年7月19日
39. ↑  【競輪】中村アンが赤裸々トーク 寛仁親王牌 2/2 - デイリースポーツ、2014年7月19日
40. ↑  深谷最強!!圧勝逃げＶ「夜王」／松戸 - Ｇ２　サマーナイトフェスティバル - 日刊スポーツ、2014年8月10日
41. ↑  【競輪】中村アン「来場が楽しみ」 オールスター競輪 - デイリースポーツ、2014年9月16日
42. ↑  【ＧⅠ競輪祭】競輪祭を制しGP出場決めた平原を中村アンが祝福 - 東スポ、2014年11月24日
43. ↑  【KEIRIN GP2014】初制覇の武田豊樹を中村アンが祝福！ - 東スポ、2014年12月30日
44. ↑  【全日本選抜競輪】山崎が９回目のＧＩ優勝　中村アンと“念願”の熱き抱擁！ - 東スポ、2015年2月15日
45. ↑  【日本選手権競輪】念願のＧＩタイトル奪取の新田を中村アンが祝福 - 東スポ、2015年03月22日
46. ↑  武田、村上兄弟GP出場可能に 「SS11」18選手の処分軽減 - スポニチアネックス（2014年6月24日）
47. ↑  【競輪】ペルビスが10秒3の日本新記録 デイリースポーツ、2014年7月23日
48. ↑  大竹慎吾選手 S級特別昇級について - KEIRIN.JP
49. ↑  郷土目線で２０１４年公営競技重大ニュース／ベテラン勢が快記録連発 - 西日本新聞
50. 1 2  雪のため2月8日中止・順延
51. ↑  平成２６年度上期（４月～９月）ガールズケイリン開催日程 (PDF)
52. 1 2 3 4 5  ミッドナイト競輪での開催